# Auberto de Avranches

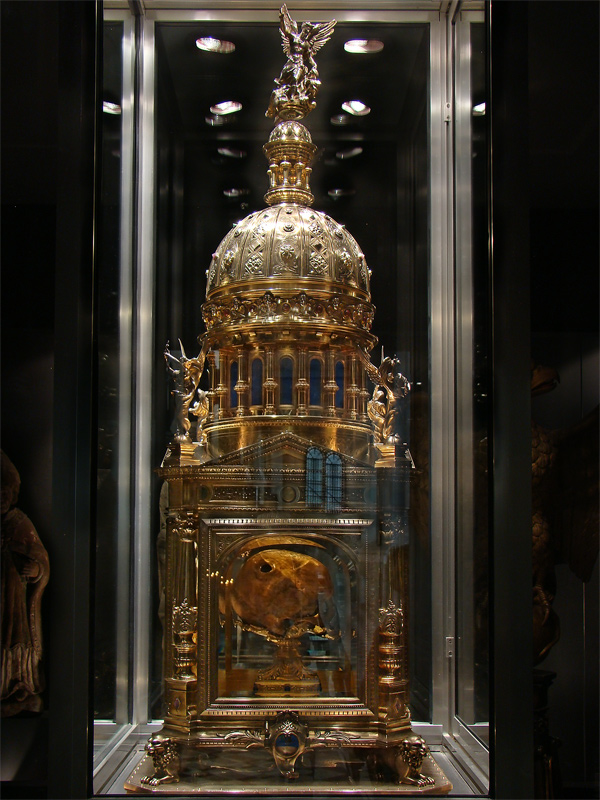
El cráneo de Saint Aubert

Aubert d'Avranches fue obispo de Avranches en el siglo VIII, y se le atribuye la fundación del oratorio (hoy abadía) del Monte Saint-Michel.
Vivió en Francia durante el reinado de Childeberto III (695-711) y murió aproximadamente entre 720 y 725. Según la leyenda, en 708 tuvo hasta tres visiones en las que el Arcángel Miguel se le aparecía en sueños y le daba instrucciones para construir un oratorio en una isla rocosa en la desembocadura del río Couesnon, en la unión de las costas de Normandía y Bretaña, llamada entonces Mont Tombe (Monte Tumba). Era un islote cubierto de zarzas y matorral en el que sobrevivían algunos ermitaños rodeados de fauna salvaje.
La leyenda dice que Aubert ignoró las dos primeras visiones, hasta que la tercera vez el arcángel presionó con su dedo la frente de Aubert dejándole una marca y que, al despertar, vio en su frente la marca de una cruz, lo que le convenció de la autenticidad de su visión. El santuario debía ser, según la descripción del arcángel, una réplica del santuario de Monte Gargano, en Italia (del siglo V), de forma circular.
Tras ello puso manos a la obra y eligió un lugar en el islote donde había una fuente y un altarcillo pagano, que fue arrancado. La construcción se hizo con rocas toscamente apiladas. Aubert envió algunos monjes al santuario de Monte Gargano, consagrado a San Miguel, en busca de algunas reliquias con las que santificar el lugar. La consagración del oratorio tuvo lugar el 16 de octubre de 709, terminándose la construcción al año siguiente y quedando instalado allí un capítulo de doce canónigos. Se cambió el nombre de Mont Tombe por el de Mont-Saint-Michel-au-péril-de-la-Mer.
Los restos del oratorio ha sido encontrados en la capilla de Notre-Dame-Sous-Terre, bajo la nave de la abadía actual. Se nos presenta como una capilla-relicario que alberga la tumba del fundador, Aubert y las reliquias traídas desde Monte Gargano.
La reliquia del cráneo de Aubert con un orificio donde se supone que el arcángel metió en él su dedo, puede verse en la Iglesia de Saint-Gervais-et-Saint-Protais en Avranches. Desde fechas recientes se especula con que se trate de un cráneo prehistórico que presente evidencias de trepanación.
Aubert d'Avranches es considerado como santo en la Iglesia católica. Su festividad se celebra el 10 de septiembre. Según la tradición, está enterrado bajo la abadía.

## Enlaces externos

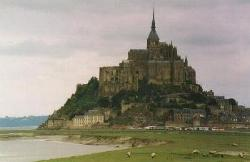
vista actual de la abadía del Mont Saint Michel.